# Hulmul
Hulmul ou Humli (60-105), segundo a Gética de Jordanes, era um rei gótico da dinastia dos Amalos do século II. Pertenceu a segunda geração dinástica, sendo filho do rei-mitológico Gaute e pai de Hagal. Diz-se que teria sido o fundador divino dos danos, uma tribo germânica setentrional da atual Dinamarca. Segundo vários autores, Hulmul era um personagem comum no folclore nórdico e provavelmente pode ser associado ao Humble da obra do Saxão Gramático.